# フロリアン・バドストゥーブナー
フロリアン・バドストゥーブナー（Florian Badstübner、1991年2月2日） はドイツ・ザクセン州ローデヴィッシュ出身のサッカー審判員。2020/21シーズンからブンデスリーガの審判員を務めている。

## 来歴
2013年からドイツサッカー連盟 (DFB) 登録の審判員として活動を始め、2016/17シーズンからは2. ブンデスリーガの主審も務めている。
2020年7月6日、2020/21シーズンからブンデスリーガの主審を務めることが発表された。2. ブンデスリーガの審判を務めながらビデオ・アシスタント・レフェリーを経ての昇格であった。
ブンデスリーガデビューは2020年10月3日のRBライプツィヒ対シャルケ04の試合であった。
2025年からは国際サッカー連盟 (FIFA) に国際審判員として登録されている。
2025年、マルティン・ペーターセンと共に日本サッカー協会からの招聘を受け、5月14日から6月10日までの間、日本のJリーグで審判として活動する。